# Atriplex oreophila
Atriplex oreophila är en amarantväxtart som beskrevs av Rodolfo Amando Philippi. Atriplex oreophila ingår i släktet fetmållor, och familjen amarantväxter. Inga underarter finns listade i Catalogue of Life.